# Cephalorrhynchus chitralensis
Cephalorrhynchus chitralensis là một loài thực vật có hoa trong họ Cúc. Loài này được Tuisl mô tả khoa học đầu tiên năm 1968.